# شیمه
شهر شیمه (به فرانسوی: Chimay) در شهرستان توئن  در استان انو  در منطقه فدرال والوون در کشور بلژیک واقع شده‌است.

## نگارخانه

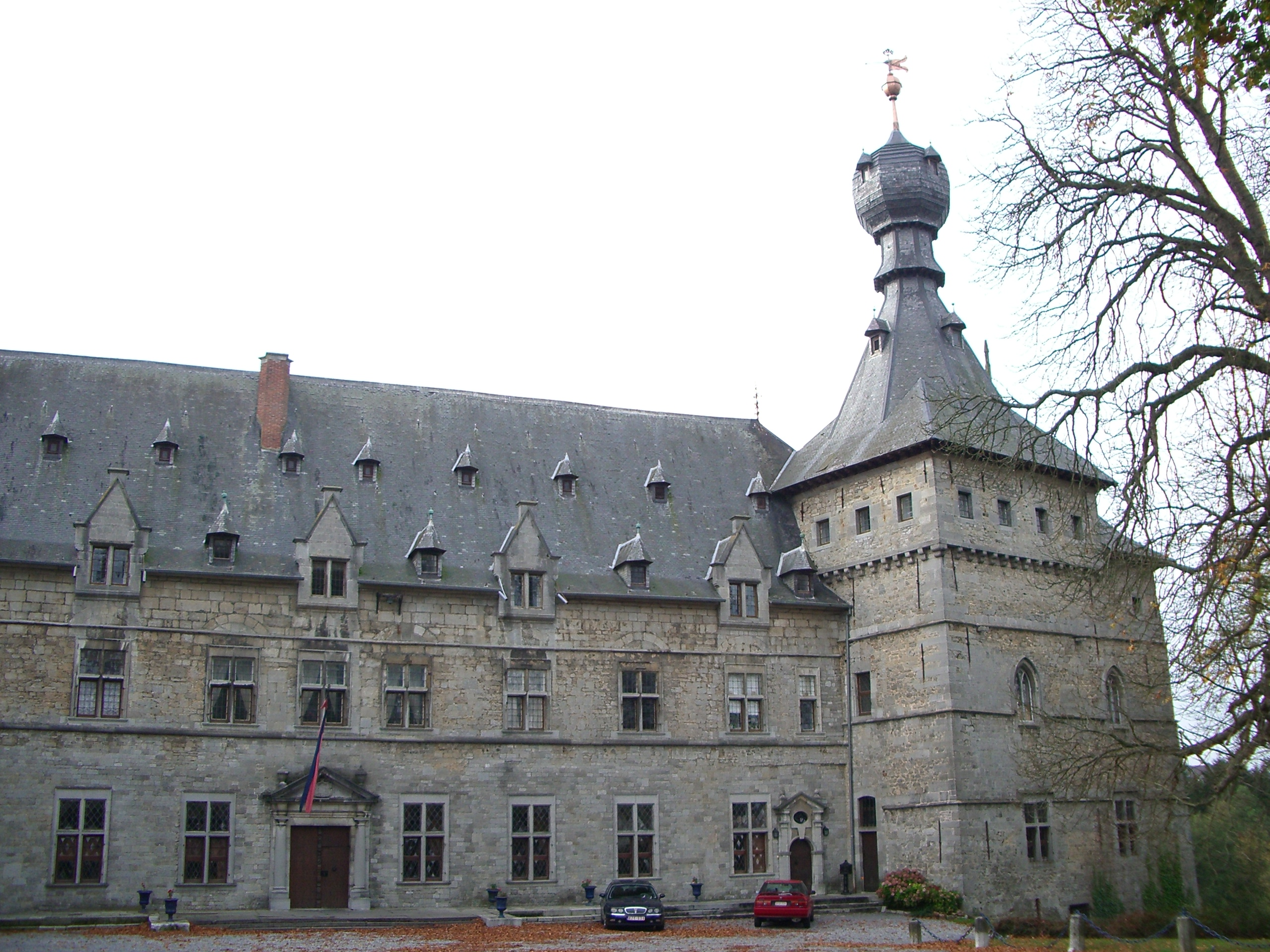
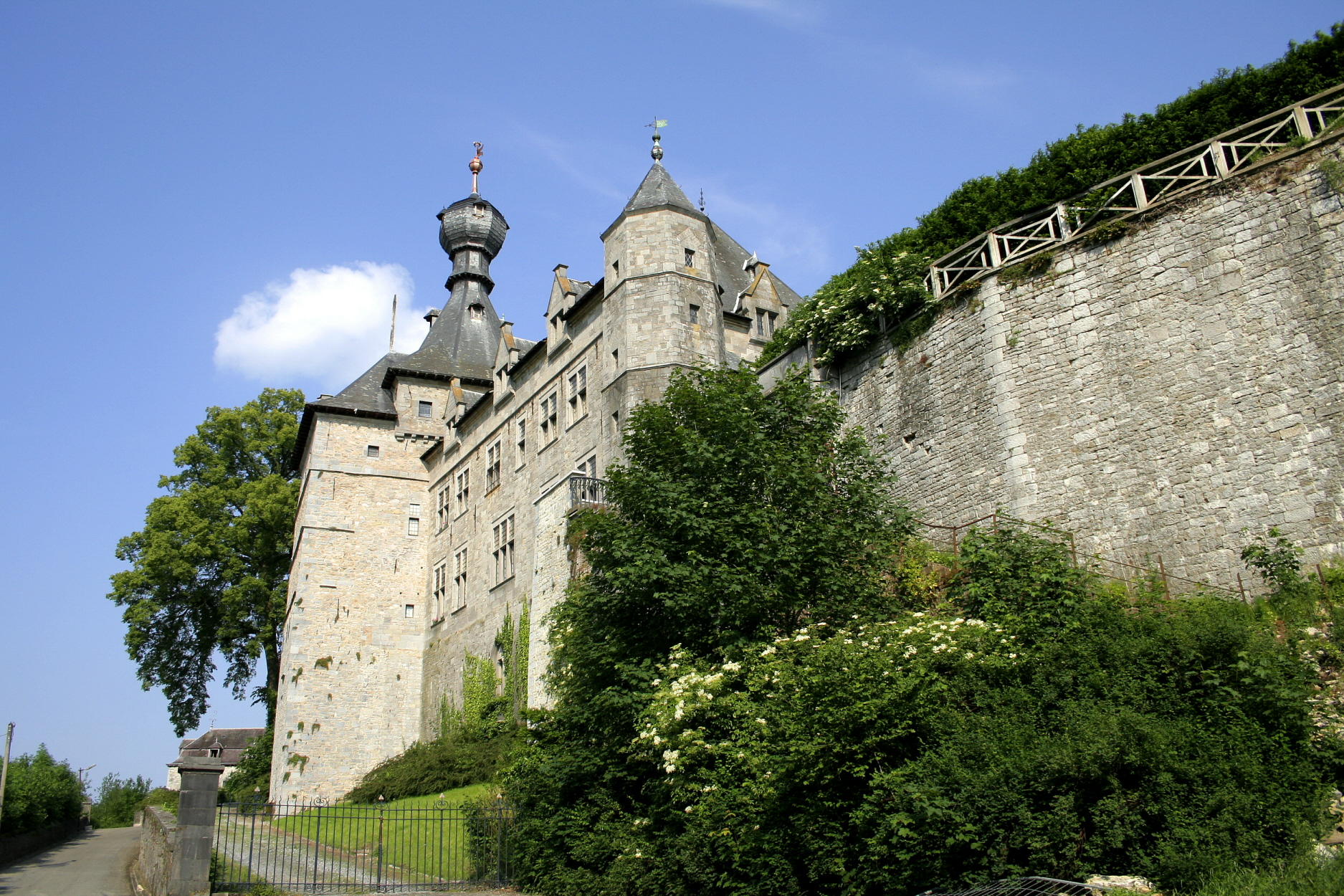